# محمد أباد غنبكي
محمد أباد غنبكي (بالفارسية: محمدآباد گنبکی) هي منطقة سكنية تقع في إيران في Gonbaki District. يقدر عدد سكانها بـ 128 نسمة .